# Premiul criticilor de film din New York pentru cel mai bun regizor
Premiul criticilor de film din New York pentru cel mai bun regizor este unul dintre premiile acordate anual de către criticii din New York în onoarea celui mai bun regizor.

## Câștigători
- = Premiul Oscar pentru cel mai bun regizor

### Anii 1930
| An   | Câștigător       | Film              |
| ---- | ---------------- | ----------------- |
| 1935 | John Ford *      | The Informer      |
| 1936 | Rouben Mamoulian | The Gay Desperado |
| 1937 | Gregory La Cava  | Stage Door        |
| 1938 | Alfred Hitchcock | The Lady Vanishes |
| 1939 | John Ford        | Stagecoach        |

### Anii 1940
| An   | Câștigător      | Film                             |
| ---- | --------------- | -------------------------------- |
| 1940 | John Ford *     | The Grapes of Wrath              |
| 1940 | John Ford *     | The Long Voyage Home             |
| 1941 | John Ford *     | How Green Was My Valley          |
| 1942 | John Farrow     | Wake Island                      |
| 1943 | George Stevens  | The More the Merrier             |
| 1944 | Leo McCarey *   | Going My Way                     |
| 1945 | Billy Wilder *  | The Lost Weekend                 |
| 1946 | William Wyler * | The Best Years of Our Lives      |
| 1947 | Elia Kazan      | Boomerang                        |
| 1947 | Elia Kazan      | Gentleman's Agreement *          |
| 1948 | John Huston *   | The Treasure of the Sierra Madre |
| 1949 | Carol Reed      | The Fallen Idol                  |

### Anii 1950
| An   | Câștigător             | Film                         |
| ---- | ---------------------- | ---------------------------- |
| 1950 | Joseph L. Mankiewicz * | All About Eve                |
| 1951 | Elia Kazan             | A Streetcar Named Desire     |
| 1952 | Fred Zinnemann         | High Noon                    |
| 1953 | Fred Zinnemann *       | From Here to Eternity        |
| 1954 | Elia Kazan *           | On the Waterfront            |
| 1955 | David Lean             | Summertime                   |
| 1956 | John Huston            | Moby Dick                    |
| 1957 | David Lean *           | The Bridge on the River Kwai |
| 1958 | Stanley Kramer         | The Defiant Ones             |
| 1959 | Fred Zinnemann         | The Nun's Story              |

### Anii 1960
| An   | Câștigător                        | Film                              |
| ---- | --------------------------------- | --------------------------------- |
| 1960 | Jack Cardiff                      | Sons and Lovers                   |
| 1960 | Billy Wilder *                    | The Apartment                     |
| 1961 | Robert Rossen                     | The Hustler                       |
| 1962 | No award given (newspaper strike) | No award given (newspaper strike) |
| 1963 | Tony Richardson *                 | Tom Jones                         |
| 1964 | Stanley Kubrick                   | Dr. Strangelove                   |
| 1965 | John Schlesinger                  | Darling                           |
| 1966 | Fred Zinnemann *                  | Un om pentru eternitate           |
| 1967 | Mike Nichols *                    | The Graduate                      |
| 1968 | Paul Newman                       | Rachel, Rachel                    |
| 1969 | Costa-Gavras                      | Z                                 |

### Anii 1970
| An   | Câștigător        | Film                                    |
| ---- | ----------------- | --------------------------------------- |
| 1970 | Bob Rafelson      | Five Easy Pieces                        |
| 1971 | Stanley Kubrick   | A Clockwork Orange                      |
| 1972 | Ingmar Bergman    | Cries and Whispers (Viskningar och rop) |
| 1973 | François Truffaut | Day for Night                           |
| 1974 | Federico Fellini  | I Remember (Amarcord)                   |
| 1975 | Robert Altman     | Nashville                               |
| 1976 | Alan J. Pakula    | All the President's Men                 |
| 1977 | Woody Allen *     | Annie Hall                              |
| 1978 | Terrence Malick   | Days of Heaven                          |
| 1979 | Woody Allen       | Manhattan                               |

### Anii 1980
| An   | Câștigător      | Film                                      |
| ---- | --------------- | ----------------------------------------- |
| 1980 | Jonathan Demme  | Melvin and Howard                         |
| 1981 | Sidney Lumet    | Prince of the City                        |
| 1982 | Sydney Pollack  | Tootsie                                   |
| 1983 | Ingmar Bergman  | Fanny and Alexander (Fanny och Alexander) |
| 1984 | David Lean      | A Passage to India                        |
| 1985 | John Huston     | Prizzi's Honor                            |
| 1986 | Woody Allen     | Hannah and Her Sisters                    |
| 1987 | James L. Brooks | Broadcast News                            |
| 1988 | Chris Menges    | A World Apart                             |
| 1989 | Paul Mazursky   | Enemies: A Love Story                     |

### Anii 1990
| An   | Câștigător        | Film                     |
| ---- | ----------------- | ------------------------ |
| 1990 | Martin Scorsese   | Goodfellas               |
| 1991 | Jonathan Demme *  | The Silence of the Lambs |
| 1992 | Robert Altman     | The Player               |
| 1993 | Jane Campion      | The Piano                |
| 1994 | Quentin Tarantino | Pulp Fiction             |
| 1995 | Ang Lee           | Sense and Sensibility    |
| 1996 | Lars von Trier    | Breaking the Waves       |
| 1997 | Curtis Hanson     | L.A. Confidential        |
| 1998 | Terrence Malick   | The Thin Red Line        |
| 1999 | Mike Leigh        | Topsy-Turvy              |

### Anii 2000
| An   | Câștigător            | Film                   |
| ---- | --------------------- | ---------------------- |
| 2000 | Steven Soderbergh *   | Erin Brockovich        |
| 2000 | Steven Soderbergh *   | Traffic                |
| 2001 | Robert Altman         | Gosford Park           |
| 2002 | Todd Haynes           | Far from Heaven        |
| 2003 | Sofia Coppola         | Lost in Translation    |
| 2004 | Clint Eastwood *      | Million Dollar Baby    |
| 2005 | Ang Lee *             | Brokeback Mountain     |
| 2006 | Martin Scorsese *     | The Departed           |
| 2007 | Joel and Ethan Coen * | No Country for Old Men |
| 2008 | Mike Leigh            | Happy-Go-Lucky         |
| 2009 | Kathryn Bigelow *     | The Hurt Locker        |

### Anii 2010
| An   | Câștigător            | Film               |
| ---- | --------------------- | ------------------ |
| 2010 | David Fincher         | The Social Network |
| 2011 | Michel Hazanavicius * | The Artist         |
| 2012 | Kathryn Bigelow       | Zero Dark Thirty   |
| 2013 | Steve McQueen         | 12 Years a Slave   |
| 2014 | Richard Linklater     | Boyhood            |
| 2015 | Todd Haynes           | Carol              |

## Vezi și
- Premiul criticilor de film din New York
- Premiul criticilor de film din New York pentru cel mai bun film
- Premiul criticilor de film din New York pentru cel mai bun actor
- Premiul criticilor de film din New York pentru cea mai bună actriță
- Premiul criticilor de film din New York pentru cel mai bun scenariu
- Premiul criticilor de film din New York pentru cel mai bun actor în rol secundar
- Premiul criticilor de film din New York pentru cea mai bună actriță în rol secundar